# هانتینگتون (تنسی)
هانتینگتون(به انگلیسی: Huntingdon) شهری در ایالت تنسی کشور ایالات متحده آمریکا است که جمعیت آن در سرشماری سال ۲۰۱۰ میلادی، ۳٬۹۸۵ نفر بوده‌است.